# Paradoxosoma
Paradoxosoma är ett släkte av mångfotingar. Paradoxosoma ingår i familjen orangeridubbelfotingar.
Kladogram enligt Catalogue of Life:
| Paradoxosoma | \| \| Paradoxosoma granulatum \| \| \| \| \| \| Paradoxosoma meridionale \| \| \| \| |
|              | \| \| Paradoxosoma granulatum \| \| \| \| \| \| Paradoxosoma meridionale \| \| \| \| |
|              | Paradoxosoma granulatum                                                              |
|              |                                                                                      |
|              | Paradoxosoma meridionale                                                             |
|              |                                                                                      |